# Manovra di Giordano

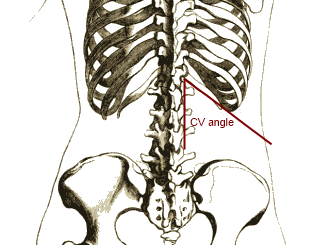
La loggia renale si trova all'interno dell'angolo costovertebrale

La manovra di Giordano è una manovra semeiologica utilizzata in medicina per indagare la presenza di un dolore renale. Prende il nome dal medico Davide Giordano.
Per eseguire questa manovra bisogna che il paziente sia in posizione seduta, con il tronco flesso in avanti. A questo punto il medico o l'infermiere, con il bordo ulnare della mano a taglio, percuote la loggia renale del paziente, situata nella regione lombare ed in particolare nell'area nota come angolo costovertebrale.
Se il paziente presenta una sofferenza renale, ad esempio dovuta ad una pielonefrite o ad una calcolosi delle vie urinarie, questa manovra suscita un dolore violento perché va a percuotere direttamente l'area infiammata: in tal caso la manovra di Giordano è detta positiva.